# Мартиново (Насвинська волость)
Мартиново (рос. Мартиново) — присілок в Новосокольницькому районі Псковської області Російської Федерації.
Населення становить 113 осіб. Входить до складу муніципального утворення Насвинська волость.

## Історія
Від 2015 року входить до складу муніципального утворення Насвинська волость.

## Населення
| 2001 | 2002 | 2010 |
| ---- | ---- | ---- |
| 150  | ↘142 | ↘113 |